# Chaetonotus triradiatus
Chaetonotus triradiatus is een buikharige uit de familie Chaetonotidae. De wetenschappelijke naam van de soort werd in 1991 voor het eerst geldig gepubliceerd door Rao. De soort wordt in het ondergeslacht Chaetonotus geplaatst.